# Ischiopsopha ritsemae
Ischiopsopha ritsemae es una especie de escarabajo del género Ischiopsopha, familia Scarabaeidae. Fue descrita científicamente por Neervoort Van De Poll en 1886.
Se distribuye por islas de la Sonda. Mide 23,8-30,7 milímetros de longitud.